# حافظ محمود
حافظ محمود  (12يونيو1907 - 26 ديسمبر 1996) هو كاتب وصحفي وناشط وطني مصري ، من مواليد عام 1907م في القاهرة، أبدى منذ صغره علامات التفوق، والتحق بكليتي الآداب والتجارة في ذات الوقت (حيث كان هذا مسموحاً به في السابق)، كان أصغر رئيس تحرير عرفته مصر حيث رأس تحرير جريدة الصرخة التي أسسها مع صديقيه أحمد حسين وفتحي رضوان، كما نشط في القضايا الاقتصادية وساهم في حركات التحرر من الاستعمار البريطاني لمصر.
أسس حافظ محمود جمعية القلم الأدبية وهو لا يزال صبياً ثم ما ان كبر قليلاً حتى أسس جمعية الاستقلال الاقتصادي وكانت فكرة حافظ محمود متطورة قليلا في ذلك العهد إذ كان يهدف إلى مخاطبة الوعي القومي لدي الشباب من اجل مقاطعه المنتجات البريطانية إيماناً بأن قوة اقتصاد العدو من صميم قوته العسكرية. كما أسس محمود حافظ نقابة الصحفيين في مصر وكان العضو الأول فيها وحاز رقم العضوية (1) ولقب بشيخ الصحفيين.
بعد ثورة يوليو 1952 بقي حس محمود حافظ الوطني يقظاً وكان من أهم المدافعين عن حرية الصحفيين والثوابت الوطنية وبقي حامياً عن حرية الكلمة والفكر والصحافة في عصور الرؤساء المصريين من جمال عبد الناصر مروراً بأيام محمد أنور السادات وانتهاءً بعهد محمد حسني مبارك، واستمر قلمه ساهراً على قضايا الأمة وهواجس الشعب الشاغلة حتى وفاته في 26 ديسمبر 1996.

## مولده ونشأته
ولد حافظ محمود في 12 يونيو 1907 بمدينة القاهرة، ورغم ولادته في أسرة ميسورة الحال إلا ان وفاة أبيه المبكرة وتعنت الوصي على ممتلكات والده اثر في شخصه كثيراً، وما ان بدء يكبر في السن حتى بدأت أمارات التفوق العقلي والأدبي تظهر عليه في كل تصرفاته، إذ كانت المدارس قديما تقيم اختبارات ذهنية للطلاب المتقدمين للالتحاق بها حتى تبت في طلب الالتحاق فتقدم حافظ محمود إلى مدرسة أم عباس الابتدائية واجتاز الاختبارات بنجاح لم يحدث من قبل آنذاك وقررت اداره المدرسة الحاقه بالصف الثاني دونما المرور بالصف الأول. والطريف ان الموقف ذاته تكرر إبان التحاقه بمدرسة الخديوية الثانوية. ولما قرر الالتحاق بكلية الآداب تعنت الوصي مجدداً والحقه بكلية التجارة فاذا بحافظ محمود يلتحق بكلية الآداب ويعدل أوراقه في كلية التجارة إلى «تجارة ليلي» ولم يكن القانون يعارض كل هذا وقتذاك.

## البداية
في مقتطفات من مقال فتحي رضوان في الهلال (أكتوبر 1985) الكثير من الحقائق حول بداية مشوار حافظ محمود الفكري والمهني وقد ورد فيها: "كانت صوره حافظ محمود القلمية من ولي الصور بالتقديم لا لطول سعيه في مجال الصحافة والخطابة والكتابة في دروب السياسة والدب والاجتماع ولا لانه عاصر أكبر الأحداث وعاشر أكبر الشخصيات واقترب من القمه حتى كاد يعلوها ويستقر عليها وقد خرج من كل هذا سليما معافى، لم يمس احدا شرفه بكلمه، ولم يجرح خصما مهما اشتدت ضراوته وحميت عداوته، وبقي هادي النفس، خافت الصوت حسن العلاقة بالجميع بغير اضطرار إلى المنافقة المصانعة.
كان دائماً قريباً من الحكومة أو بعض سادتها دون أن يكون حكومياً، ودون أن يجني من هذا القرب جنيها أو قرشا، فقد بقي عفيفا خجولا متابيا لكل مواقف الوشاية والصغائر. أتذكر جيدا والده بلحيته البيضاء الجميلة الوقورة يخطو إلى المسجد مشغولا به عن الدنيا كلها إلا انني كم صليت بعد ذلك مع حافظ في زنزانةٍ واحده ومعنا أخونا الحبيب أحمد حسين، ونسمع حافظ محمود يتلو بصوته الجميل الرخيم، من المصحف أو من محفوظه آيات تنسيا أننا في قبضه الحاكم واننا لا ندري متي سنترك السجن ونستأنف الحياة، وتنسيا قبل ذلك أننا صبية صغار فقراء، ولاحول لنا ولا قوه واننا نتحدي السلطة.
كان بيت حافظ محمود في شارع السيده زينب بيتا عجيبا جديراً بان يحفظ ولا يهدم ذلك لان بيت حافظ محمود كان مقرا لنشاط أدبي خاص في وقت كان فيه علم الناس بالندوات الأدبيه علما ضعيفا وكانت الندوات التي جاءت بعد ذلك اجتماعات للوجاهه فيها، وازجاء الفراغ أكثر مما فيها من صدق وجد واخلاص، كان أطفال وشباب الحي كلهم يلعبون في الشارع، ولم يخرج على هذه القاعدة إلا فتى واحد: حافظ محمود فلم اراه قط يقذف بقدميه كره ولا حصاه، بل لم أره قط في جلباب فقط أو جلباب فوقه جاكت كما كان حالنا جميعا، غير ان حافظ محمود كان لا يسير في الشوارع إلا ببدله كامله وربطه عنق من طراز البابيون غالباً، وهو يسير في جميع الأحوال بسرعة خاطفة كان وراءه موعداً ومطرقاً كأنه يخجل ان ينظر إلى وجوه الناس أو يترفع عن ان يكون فضوله معلنا بلا حياء، ولبث ان دخلنا بيت حافظ ليسمعنا خطبا يرتجلها، فلا ندري إذا كانت خطبا أو الحانا جميله. ثم دعانا حافظ لان نكون أعضاء في جمعية القلم وكنا فارحين بالانضمام ونحن اقرب ما نكون الي الطفولة العزيزه.
لم ندرك آنذاك اننا نخطو الخطوة الأولي نحو هذه الحياة الهائجه التي ولدت ثورات وجمعيات وافكار جديده وخطيره وشبانا سيحملون اسم تاريخ مصر الحديث على اكتافهم وسيواجهون السجن ويقتربون من اعواد المشنقة وتطاردهم السلطات الأصلية والدخيلة، كما ستلد مجلات وصحف وكتب، وكان حافظ محمود بغير جدال، هو اسبقا إلى الصدارة ففي وقت الذي كنا نمسك فيه الأقلام ولا ندري كيف نقبض عليها جيدا فاجانا حافظ بسلسلة من المقالات غير المسبوقه تدور حول نفسيات وكانت كلمه نفسيات كلمه مستحدثه طارئه لميستعملها من قبلنا ابائنا واجدادنا.
اتسع نطاق نشاط حافظ محمود فأقام في فناء منزله مهرجانات الخطابة سمعنا وتعلمنا منه كيف تكون الخطابة التي تحلو فيها نبرات الخطيب وتتناغم فيها الألفاظ، حتى تصبح لحنا من الطرب ثم ذهب حافظ إلى قاعة سينما في شارع طلعت حرب وكان هذا شيئا غايه في الجدة، وخرجت جريدتنا "الصرخة" ورأس تحريرها حافظ محمود وراح يكتب المقال الرئيسي بها فزجت بنا السلطة إلى سجن الاستئناف، وكان لاعتقالنا صدى بعيد فقد نشرت الصحف صور ثلاث شبان، لا يؤيدهم حزب كبير ولا يسندهم زعيم خطير ولا تحمي ظهورهم سلطه ولا يملاء جيوبهم مال وأصبح حافظ محمود الخطيب عنصرا ثابتا في كل اجتماع كبير، والمتكلم الأول في كل ندوه وأصبح أسلوبه في الكتايه وموضوعاته التي يطرقها ضربا جديدا من ضروب الكتابة – الأدبيه والصحفيه "

## جمعية الاستقلال الاقتصادي
كما قال فتحي رضوان، أسس حافظ محمود جمعية القلم الأدبية وهو لا يزال صبيا ثم ما ان كبر قليلاً حتى أسس جمعية الاستقلال الاقتصادي، وكانت فكرة حافظ محمود متطورة قليلا في ذلك العهد إذ كان يهدف إلى مخاطبة الوعي القومي لدي الشباب من اجل مقاطعه المنتجات البريطانية إيماناً بأن قوة اقتصاد العدو من صميم قوته العسكرية، وكانت المفاجاة ان الجمعية نجحت في ذلك بنسبة كبيرة وانضم لها مئات الشباب ولما اتهمها طه حسين بانهم حفنة شيوعيين قام حافظ محمود مع محمود تيمور ومحمد تيمور وإبراهيم ناجي بتكوين جمعيه شباب العشرين الأدبية التي قدمت أعمالاً أدبية راقية ذات فكر منفتح وأثناء إحدى حفلات الجمعية فوجئ حافظ محمود بعميد الأدب العربي يترجل سرداق الحفل ويقدم على الملاء اعتذارا لشباب العشرين على ظنه الخاطئ.

## أصغر رئيس تحرير
عاد أحمد حسين من أوروبا في رحلةٍ اثرت كثيراً في فكره، في أوائل الثلاثينات من القرن العشرين قرر إنشاء مشروع القرش وكان يهدف إلى جمع تبرعات بمعدل قرش من كل موظف من اجل إنشاء مصنع طرابيش حتى لا يتم التعامل مع المصانع التي تديرها بريطانيا وبالفعل نجح مع حافظ محمود رفيقيه أحمد حسين وفتحي رضوان وأصبح الثلاثة شبان قادة المقاطعة الاقتصادية لبضائع العدو البريطاني في وقت كانت تلك النوعية من المقاطعة تعد نوعا عجيبا من محاربة الاحتلال.
ثم قرر الثلاثة إصدار جريدة صحفية تمثل رايهم الثوري وقاموا بتاجير جريدة الصرخة بالفعل وبحثوا عن رئيس تحرير لهم بلا جدوي فالكل تخوف من فكر الشباب الثلاثة فاذا بحافظ محمود يتولى منصب رئيس التحرير في مطلع عام 1933 ميلادي، وعمره لا يتجاوز ال25 عاما ليكون اصغر رئيس تحرير في تاريخ الصحافة المصرية وبدأ حافظ في كتابة مقالات نارية أعادت للأذهان مقالات الزعيم الراحل مصطفى كامل في صحيفة اللواء مطلع القرن المنصرم حتى اتت القشة التي قصمت ظهر البعير وكتب حافظ محمود مقالا بعنوان:«يا شباب 33 كونوا مثل شباب 19» فكان يقصد ان يقوم الشباب بثورة مماثلة لثورة 1919 وحكى حافظ محمود كيف انه شارك وعمره 13 عاما في تلك الثورة جالسا على كتف أحد الرجال صارخا ضد الاستعمار شانه شان العديد من تلاميذ وفتية المدارس في ذلك العصر المجيد.
على الفور ألقي القبض على ثلاثتهم فكانت سابقة ان تقوم بريطانيا بالقاء القبض على شباب بمثل اعمارهم فلقد تعودت بريطانيا ان تقبض على سعد زغلول ورفاقه من الباشوات ولم يعتاد الرأي العام المصري ان يري شبابا في مقتبل العمر يتذوقون مرارة الاعتقال ومهانة الحبس حتى ان العديد من المواطنين الشرفاء توجهوا إلى المعتقل وقدموا الطعام إلى الشباب الثلاثة الذين لم يجدوا الصبر إلا في صوت حافظ محمود وهو يتلو آيات من الذكر الحكيم.
لما حان يوم المحاكمة دخل أحد الباشاوات الوطنيون إلا وهو محمد علي علوبه صاحب الباع السياسي الطويل والمحامي الكبير وتطوع للدفاع عن الشبان الوطنيين فماذا فعل؟؟، لقد امسك بمقال حافظ محمود وقرائه بالكامل على لسانه واختتم فعلته قائلا: «لقد قلت عن اقتناع الكلام الذي تسبب في سجن وكلائي فاما ان تسجنونني معهم واما ان تفرجوا عنهم مثلي»، وارتجت القاعة من التصفيق ورفعت الجسله وقدم القاضي استقالته إذ كيف يبت في قضيه أصبح محمد باشا علي علوبه أحد المتهمين بها وافرج عن حافظ محمودو رفاقه.
استمر حافظ محمود في مقالاته النارية بجريدة السياسة الاسبوعية حتى قامت ثورة الشباب عام 1935 وتفاعل معها الملك فؤاد بشكل ايجابي وقرر تشكيل وفد برئاسة مصطفى النحاس لمباحثة بريطانيا بشكل نهائي على ان يتم إلغاء دستور 1930 المشين وعودة دستور 1923 الليبرالي عقب المباحثات. وفي عام 1937 حصل حزب الأحرار الدستوريين على أغلبية مقاعد مجلس النواب المصري في هزيمة تاريخية لحزب الوفد وتقرر ان يصبح الدكتور محمد حسين هيكل وزيراً فقرر ان يتنازل عن رئاسه تحرير صحيفة السياسة الناطقه بلسان حال الحزب إلى تلميذه النجيب حافظ محمود.

## سعد قال مفيش فايدة
كان أول مشكلة صادفت حافظ محمود في الموقع الجديد انه كتب مصححاً واقعة تاريخية لا تزال عالقة خطا في اذهان شعبنا إلى اليوم، فدائماً ما نقول إن الزعيم العظيم سعد زغلول قال مفيش فايده ودائما ما تورد كتب مؤرخينا انه قالها في فراش الموت على مجمل الوضع السياسي إلا ان حافظ محمود قال ان فقدان الامل في قضية مصر لم يتسلل ابدا إلى الزعيم الجليل الذي قال مفيش فايدة إلى عقيلته، صفية زغلول حينما قدمت له الدواء قبل لحظات من وفاته فقال لها العبارة المذكورة لشعوره بقرب أجله واستشهد حافظا بالسيدة صفية زغلول التي كانت لا تزال علي قيد الحياة وأكدت ام المصريين الواقعة.
كانت المشكلة هنا ان حزب الأحرار الدستوريين هو الحزب المنافس لسعد زغلول وحزبه الوفد فاذا برئيس تحرير لسان حال الحزب يقوم بكل حياد وامانه برفع الظلم عن الزعيم الكبير. ثم درب حافظ محمود مثالا اخر في احترام شرعية الحاكم حتى لو اخلفنا معه فحينما قامت بريطانيا بفرض مصطفي النحاس رئيسا لوزراء في حادث 4 فبراير 1942 الشهير وهددت العاهل المصري فاروق بن فؤاد الأول بالعزل ندد حافظ محمود بالاجراء البريطاني لانه مخالف للدستور المصري الذي يحصر حق عزل الحاكم المصري لمجلس النواب والشيوخ وكتب سلسلة من المقالات بحق الملك جعلت العديد المؤرخون يقفون في حيرة بسبب هذا الفكر المستنير.

## سر حافظ محمود
منذ شبابه وحافظ محمود عضوا في جماعات الجهاد ضد المحتل البريطاني وشارك كثيرا في حمل السلاح ضد الغزاة بل انه استغل حفل زواجه من اجل تهريب قطعه سلاح لم يستطع زملائه في الجهاد إخراجها من الحي بسبب تشدد المراقبة في ذاك الوقت ابان الحرب العالمية الثانية. وذات مرة طاردته رصاصات الإنجليز وأصيب برصاصة في ساقه إلا انه استمر في العدو وافلت منهم قبل أن يقوم زملائه بمعالجته.
من المناهج الفكرية التي تشد انتباه متابع سيرة حافظ محمود إلى جانب حتمية المقاطعة الاقتصادية للغزاة انه كان يؤمن بتلازم المسارين السياسي والعسكري فكان صباحا عضو ورئيس تحرير بحزب الأحرار الذي يشارك حزب الوفد في التفاوض مع بريطانيا وفي ليل مجاهد من طراز فريد يراوغ رصاصات الإنجليز في ظلمه العاصمة (!!). في فترة الاربعينات تقابل حافظ محمود مع ضابط بالجيش تم فصله ولمس في أسلوب كلامه حسا أدبيا فاقترح عليه ان يمارس الكتابة الصحفية.. فكان هذا الضابط هو الرئيس الراحل محمد أنور السادات فهل فكرة تلازم مسار السلاح والسياسة التي طبقها الزعيم الراحل أثناء فترة رئاسته اتت على خلفية صداقته المبكرة بحافظ محمود؟؟.

## تاسيس نقابة الصحفيين
لعب حافظ محمود دوراً أساسيا في تاسيس نقابة الصحفيين، في صباح 31 مارس 1941 وكانت مكافاة أن عُين عضوا في مجلس النقابة في المجلس المؤقت لها لحين انتخاب نقيبا للنقابة الوليدة. حينما تأسست النقابة بدء صراع من نوع اخر داخل النقابة نفسها إذ أراد اصحاب الصحف السيطرة علي ميزانيه ومجلس إدارة النقابة ومنصب النقيب أيضا وتجلى الأمر بوضوح في أول جلسه للمجلس المؤقت الذي تولى إداره النقابة لحين إجراء الانتخابات فقد تم اختيار كلا من حافظ محمود ومصطفى أمين كممثلين للصحفيين الشبان وفي هذا الاجتماع قال جبرائيل تقلا صاحب ورئيس تحرير جريدة الأهرام التي عقد في مبناها القديم أول اجتماع لمجلس النقابة المؤقت: «قانون المعاشات يطبق بعد عشر سنوات (!!)» فنهض حافظ محمود يدافع عن حقوق الصحفيين كعادته قائلا: «هذا ظلم، كيف يعيش الصحفيين طوال العشر سنوات القادمة؟» وهنا نهض فارس نمر صاحب ورئيس تحرير جريده المقطم ثم جذب حافظ محمود من الجرافتة قائلا: «عندنا قرشين للعيال بدك تخدهم؟» فابتسم حافظ محمود قائلا: «وهل اخذت شيئا منك يا باشا؟!».
وهكذا انقسم الصحفيين في أول الامر إلى اصحاب صحف ومحررين.. الجانح الأول قاده الصحفيين الشوام (السوريين) الذين سيطروا على الصحافة المصرية منذ سبعينات القرن التاسع عشر إلى اربعينات القرن العشرين والجناح الآخر قاده حافظ محمود ولم يكن معه أي فرد وقف كما وقف هو ضد الصحفيين الشوام إلا انه وإحقاقاً للحق فإن العديد من اصحاب الصحف تضامنوا مع جناح حافظ محمود وحقوق المحررين فقام حافظ محمود بعقد اجتماع عاجل مع هذه الفئة من الصحفيين وقرر ترشيح محمود أبو الفتح صاحب ورئيس تحرير جريدة المصري الموالية للوفد في منصب نقيب الصحفيين كما تقرر ترشيح مرشحين من المحررين لكافه المناصب.
كانت المفاجاه أن جناح حافظ محمود كان يمثل الأغلبية التي رفضت في أول جمعية عمومية ان يقوم جبرائيل تقلا حتى بتقديم اوراق ترشيحه لمنصب النقيب وبالفعل تراجع تقلا باشا امام رغبه جحافل الصحفيين وأصبح محمود أبو الفتح بالتزكية أول نقيب للصحفيين اما حافظ محمود فقد تم انتخابه كأول وكيل عام للنقابة والمحررين. ويومها كان حافظ محمود عند جبرائيل تقلا بمكتبه بالاهرام فنظر الأخير إلى حافظ محمود شذرا وقال له: «اتفضل قوم من هنا وغادر المبني فوراً أحسن أقتلك» ثم تمتم في مراره:«كيف يكون محمود أبو الفتح نقيبا للصحفيين وهو محرر عندي؟»، ويجزم كافه أساتذه ومؤرخي الصحافة أن حافظ محمود بما فعله في الفترة من مارس – ديسمبر 1941 كان أول انقلاب في الصحافة المصرية.. انقلاباً خلصها من سيطره الصحفيين الاجانب (الشوام) وجعل مصائرها في يد الصحفيين المصريين ونظرا لان الحدث كان جليلا فان العديد من الصحفيين حتى المغمور منهم حاول نسب قياده الانقلاب الصحفي إلى نفسه إلا ان كتب التاريخ وامانه المؤرخين تحفظ لحافظ محمود حقه.
كان المجلس ينتخب مره كل عام في ديسمبر ثم تطور الامر في نهايه الستينات ومطلع السبعينات الي كل عامين، وقد انتخب حافظ محمود عضوا في مجلس النقابة 26 دوره متتالية وهو رقم قياسي باعتراف اتحاد الصحفين العالمي ولم يكن حافظ محمود مجرد عضوا بل تولي العديد من المناصب داخل المجلس:
- ممثل الصحفين الشباب (1941).
- وكيل عام النقابة لمده 21 دوره انتخابيه متتالية (1941 – 1964).
- سكرتير عام النقابة لمده 13 دوره متتالية (1942 – 1954).
- نقيب الصحفيين لمده 4 دورات متتالية (1964 – 1967).
- عضو مجلس النقابة لمده 26 دوره متتالية (1941 – 1967).

## صاحب البطاقة الصحفية رقم واحد
في يوليو 1941 بدات نقابة الصحفيين في إصدار البطاقات الصحفية وكان أول من تقدم بطلب البطاقة هو حافظ محمود ليسجل التاريخ انه أول عضو في نقابه الصحفيين وان بطاقته الصحفية تحمل رقما فريدا في خانه القيد ألا وهو رقم واحد.

## الجلاء البريطاني عن أرض نقابة الصحفيين عام 1948!!
في عام 1948 وبينما العمل جارياً في تشييد مبني نقابه الصحفيين عسكرت الجيوش البريطانية في أرض المقر مما أوقف عمليه البناء والتشييد مما سبب إحباطاً للصحفيين وهنا قام حافظ محمود بارسال خطاب عاجل إلى ملك بريطانيا ورئيس وزرائها يطالبهم بإخلاء القوات البرطانيه من أرض نقابه الصحفيين !! وقد توقع العديد من الصحفيين وعلى راسهم فكري اباظة ان تكون نهايه حافظ محمود في تلك الخطوة إلا ان المفاجاه التي زلزلت الوسط الصحفي وقتها هي استجابه القيادة البريطانية لطلب حافظ محمود وبالفعل خرجت القوات البريطانية من مقر النقابة بجره قلم من حافظ محمود واستمر البناء إلى ان افتتح المقر في الموعد المحدد.
من بين المواقف المؤثرة التي لم ينساها الجيل القديم لحافظ محمود انه كان يقضي نصف الوقت المخصص له كرئيس تحرير جريدة السياسة اليومية ثم يذهب إلى أرض النقابة لكي يقوم بنفسه بحمل الطوب والرمل مع البناة من اجل بناء مقر النقابة فكان حين يقول يوما لقد بنيت تلك النقابة علي يدي فكان يقصد القول لفظا وفعلا.

## 24 سنه رئيس تحرير
من عجائب الأقدار ان حافظ محمود لم يكن اصغر رئيس تحرير فقط بل كان أطول من تولي هذا المنصب أيضا إذ تولي رئاسه تحرير ست صحف في فترات متباعده بلغت مجمعه لمده 24 عاما منها قرابه العشرون عاما متواصله:
- رئيس تحرير جريده الصرخة (1933 – 1934).
- رئيس تحرير جريده السياسة الاسبوعيه (1938 – 1952).
- رئيس تحرير جريده السياسة اليومية (1944 – 1952).
- رئيس مجلس اداره ورئيس تحرير جريده القاهرة المسائيه (1953 – 1959).
- رئيس تحرير جريده الجمهورية (1962 – 1963).
- رئيس مجلس اداره ورئيس تحرير جريده الصحافة الشهرية (عامي 1966 و1967).

## حافظ محمود وجمال عبد الناصر
أتت الثورة واغلقت الأحزاب وأصبحت الرقابة جاثمة على صدر الصحافة وأغلقت الصحف الحزبية لغلق الأحزاب ذاتها وهنا رأس حافظ محمود تحرير جريدة القاهرة المسائية اليومية وكانت المفاجاة ليس في تخصصها بل في الخطاب الإعلامي لتلك الجريدة فقد كانت تنادي بالوحدة العربية وبمبادئ تيار القومية العربية وكان ذلك عام 1953 قبل عامين من بداية التوجه الناصري لذلك التيار.
تصادم حافظ محمود مع الرئيس جمال عبد الناصر مبكراً وتحديداً عام 1953 حينما اكتشف حافظ محمود ان مجلس قياده الثورة يتجسس على اجتماعات نقابه الصحفيين، وبعد أزمه مارس 1954 فتح الزعيم الراحل صفحة جديدة مع جميع الأطراف وكلف حافظ محمود عام 1956 برئاسة وفد مصري من خيرة الساسة والأدباء لزيارة العواصم الاوربية وشرح وجهه نظر مصر في تأميم قناة السويس ومن بين الألغاز التي واجهت كاتب تلك السطور هي ان كل صور تلك الرحلة تدور في مصانع السلاح الأوروبية هل اوفد الزعيم الراحل حافظ محمود من اجل صفقة سلاح سرية؟؟.
من عظائم الامور ان الفترة التي قضاها حافظ محمود في أوروبا كانت تواكب انتخابات مجلس نقابة الصحفيين ونظرا لانه في أوروبا ادرك خسارة مقعده النقابي ولما عاد فوجئ بالصحفيين قد قاموا بترشيحه وانتخابه مجددا في مجلس النقابة ووكيلا لها.
في اواخر الخمسينات اشتد الصراع على العرش السعودي بين الأمير فيصل بن عبد العزيز والملك سعود وساندت مصر حق سعود الشرعي في عرش أبيه مما جعل حافظ محمود يدعم موقف مصر الرسمي بعدد من مقالاته فأرسل فيصل سفير السعودية إلى حافظ محمود قائلا له: «ان الأمير فيصل يعرض عليك شيك بخمسين ألف جنيه مع مرتب شهري تختار مقداره أنت مدي الحياة بشرط ان تعدل عن موقفك الموالي للملك سعود» فرد حافظ محمود على الفور:«اترشيني؟؟ انا مصري وسأنفذ السياسة المصرية» [بحاجة لمصدر]. ويلاحظ هنا إلى أي صدى وصلت اليه مقالات حافظ محمود في الوطن العربي بأسره.
لكن العلاقة بين الزعيم والصحفي لم تدم بشكل جيد طويلا كمعظم الصحفيين إذ أتى تأميم الصحافة عام 1960 وقررت حاشية عبد الناصر ان تعد للزعيم وثيقه تاريخية بها رسالة شكر من الصحفيين على التاميم مذيلة بتوقيع كل أعضاء النقابة من الصحفيين فوقع الجميع عدا صحفي واحد.. حافظ محمود.. فلقد كان الوحيد الذي جاهر برايه في أن هذا التاميم هو خطوة للوراء وانتكاسة لحرية التعبير بينما هلل لها كبار الصحفيين والكتاب وقتها. وحينما تناهى إلى مسامعه ان إحدى الجهات الأمنية تقلب في ملفاته القديمة من اجل البحث عن ثغرة ذهب اليهم بنفسه حاملاً ملفاته وقال لهم: «اتحداكم لو وجدتم ما يدينني !!» وبعدها بفترة زاره وجيه أباظة من الضباط الأحرار وطمئنه من مرور الموضوع بسلام.
لكن في عام 1964 بدات أولى حلقات الصدام الأكبر وتمثل في فوز حافظ محمود في انتخابات نقيب الصحفيين في ما يمثل مفاجاة للنظام الذي كان يظن ان الصحفيين سوف يختارون المرشح الحكومي المعتاد.. وبدا حافظ محمود في سن ميثاق صحفي معاصر وقانون للمعاشات ونادي صيفي للنقابة والأهم إعادة الانضباط إلى العمل الصحفي فتصادم مع العديد من الكتاب الذين يسبحون بحمد النظام دون سبب وسمح بفاصل من الحرية والمعارضة في صحيفة النقابة رغم الرقابة الشديدة.
حاول حافظ محمود تقويم التصرفات الغير المسئولة التي نراها الآن في الصحفيين فعلى سبيل المثال تغيب الكبار احمد قاسم جودة وأمينة السعيد عن حضور مجلس النقابة عدة مرات رغم أنهم أعضاء منتخبين ولما تغيبوا الفترة القانونية التي تسمح للمجلس ان يقوم بفصلهم من المجلس قام حافظ محمود بفصل الاثنين رغم أنتمائهم للتيار الحكومي ولما اعترض الاثنين قام حافظ محمود بتقديم استقالته وترشح لمنصب نقيب الصحفيين مجددا وانتخب المجلس مجددا للمرة الثانية بدون أحمد قاسم جودة وأمينة السعيد فكانت رسالة لهم وللحكومة بتاييد عموم الصحفيين لقرار حافظ محمود.
ثم اختبر حافظ محمود الادعاء الناصري الزائف بحماية حقوق العمال وحرية العمل النقابي عبر تاسيس وزعامة اتحاد النقابات المهنية وجلس عظماء وشيوخ الصحفيين والمهندسين والأطباء والمحاماة معا في جلسة واحدة واسسوا هذا الكيان التاريخي وعلى رأسه حافظ محمود ثم ما لبث ان سافر حافظ محمود إلى براغ في تشيكوسلوفاكيا حيث مؤتمر اتحاد الصحفيين الدولي ولما طلب من الدول الحاضرة ترشيح نائبا لرئيس الاتحاد انتخب الغرب قبل الشرق حافظ محمود كأول عربي ومصري وأفريقي يحظي بهذا الشرف الرفيع ولما عاد حلت الحكومة اتحاد النقابات المهنية بدعوي انه تنظيم شيوعي مع ان حافظ محمود في شبابه انتمي إلى تيار ثوري يميني كما اوضحنا بل ان حزب الأحرار الدستوريين كان حزبا ينتمي إلى تيار يمين الوسط.
هكذا قررت الحكومة ان تخلع النقيب بعد أن نظم مؤتمراً شعبياً وجماهيرياً لمناقشة مشكلة الإسكان ثم مؤتمرا ثانيا لمشاكل التعليم قبل أن ينظم احتفالية عالمية بمناسبة مرور 100 على انطلاق الصحافة الشعبية في عصر الخديوي إسماعيل وفي هذه الاحتفالية ذكرت محاسن الخديوي الراحل مما اغضب القيادة السياسية وقتها التي لم تكن تعرف زعيما تولى البلاد وابلى بلاء حسن إلا بعد ثورة 1952، وهكذا ضجرت الحكومة من افكار حافظ محمود السابقة لعصره وقررت ان تنزل بثقلها في انتخابات 1966 فاصدرت صحيفتي أخبار الدار عن أخبار اليوم وصحيفة روز اليوسف اليومية من اجل الترويج لمرشحها الحكومي فتحي غانم وتسويقه كمرشح مقبول للصحفيين (من عجائب الامور ان تاريخ اعاد نفسه واصدرت الحكومة عام 2005 صحيفة روزاليوسف اليومية من اجل الترويج للفكر الجديد والزعيم الجديد [بحاجة لمصدر]) ثم في حركة استعراضية سحب 3 مرشحين ترشيحهم لصالح فتحي غانم وبالفعل شر البلية ما يضحك إذ كان بينهم أحمد قاسم جودة وامينة السعيد ولما اتي يوم الانتخابات انتفض الصحفيين وانتخبوا حافظ محمود للمرة الثالثة على التوالي نقيبا لهم واستثمر حافظ محمود تلك الثقة وطلب من الاتحاد الاشتراكي تاسيس امانه للصحفيين بالاتحاد وكان له ما اراد ثم انتخب نقيبا للمرة الرابعة.
ثم اتت الطامة الكبرى عام 1967 وتحديدا في فبراير حين تقرر أن ينعقد مؤتمر الصحفيين العرب في القاهرة وكان أهم بند في المؤتمر هو الذي اضافه حافظ محمود من ضمن افكاره المتطوره هو استخدام سلاح البترول في فك احتقان وتحرش العالم الغربي بمصر وسوريا والعراق وقتذاك ولو قدر للعرب ان يؤخدوا بهذا الاقتراح في فبراير 1967 لربما لم يحدث ما حدث في يونيو 1967.
هكذا قررت مراكز القوي محاربة المؤتمر بدون سبب وكأن هي المعنية بمسالة سلاح البترول ولكن حافظ محمود كان بارعاً واستغل صداقته بمحمد حسنين هيكل وشرح الامر للزعيم جمال عبد الناصر الذي قال اعقدوا المؤتمر واسمع الافتتاح وبعد ذلك نحكم فاذا بالزعيم يدرك حقيقة الامر ويحضر بنفسه مؤتمر الختام والقي كلمة تاريخية وكانت المرة الأولى والأخيرة في حياته التي يلاقي فيها الصحفين العرب اجمعين بهذا التجمع ولاقي الزعيم وقتها ثناء لم يسمعه طوال حياته بشهادته لحافظ محمود وهكذا عادت الحرارة إلى العلاقة بينهم ولكن حاشية السوء كانت تلعب من خلف الستار ولم تكن تريد ان يصبح حافظ محمود نقيبا للمرة الخامسة رغم رغبة الصحفيين في ذلك وهكذا قررت ترشيح امينة السعيد لمنصب النقيب مع اللعب على وتر حرية المرأة وحق المرأة في أن تكون نقيبة للصحفيين ولكن الصحفيين انتخبوا حافظ محمود للمرة الخامسة فقام ولكن مراكز القوي استغلت انشغال جمال عبد الناصر بأزمه ما قبل يونيو 1967 واصدرت حكماً قضائياً ببطلان الانتخايات وتعيين حارس قضائي على النقابة لمدة سته أشهر ومنع حافظ محمود من الكتابة وتخفيض راتبه إلى النصف رغم أنه وقتها كان يعول زوجته المريضة وبناته الاربعه إلى جانب انه دخل عامه ال 61.
وحتى لا يشتم جمال عبد الناصر خبرا واصلت الحاشية الصحفية الموالية لمراكز القوي نشر مقالات تحمل اسم حافظ محمود في جريدة الجمهورية التي يعمل حافظ محمود بها منذ عام 1960 عقب غلق جريدة القاهرة. لكن الموقف انفرج عقب النكسة – للأسف – وبداية سياسه جدية من جمال عبد الناصر قبل أن يتوفي الأخير في سبتمبر 1970م.

## حافظ محمود ومحمد أنور السادات
في عام 1971 انعقد المؤتمر الإسلامي في لندن وقرر الزعيم محمد أنور السادات تكليف حافظ محمود برئاسة الوفد وبالتالي رئاسة المؤتمر، وما ان اطلقت حرية الصحافة عقب أكتوبر 1973 حتى راحت الأقلام تخط عشرات المقالات والكتب عن مساوئ جمال عبد الناصر فاذا بحافظ محمود يسبح ضد التيار كالمعتاد ويكتب سلسلة مقالات تعدد مزايا جمال عبد الناصر وانه حاول بظروف عصره وذكر الكتاب بقوانين الإصلاح الزراعي الذي اعاد الكرامة والهيبة للفلاح المصري والسد العالي وتاميم القناة.
في عام 1979 كتب عدداً من الصحفيين الكبار مقالات ضد مصر بالخارج وهو ما يعد خيانه عظيمة لمبادئ الصحفيين والوطنية والمؤسف ان هؤلاء الصحفيين الكبار لا يزالوا منهم الباقي على قيد الحياة ونعتبرهم من شرفاء الوطن وضجر الزعيم محمد أنور السادات بكتابات هؤلاء ونبه النقابة لضرورة معاقبتهم ولكن النقيب علي حمدي الجمال لم يفعل شيئا وهنا وفي مناسبة أدبية جلس الزعيم محمد أنور السادات يتحدث للصحفيين عن مجمل الوضع السياسي ثم تطرق للصحفيين الذين يسبون مصر بالخارج واعلن نيته تحويل نقابة الصحفيين إلى نادي للصحفيين فاستبد الغضب بحافظ محمود واشار إلى وزير الاعلام منصور حسن للتدخل إلا ان الوزير آثر الصمت فأشار مجدداً إلى النقيب فنهض علي حمدي الجمال مرتعدا والعرق يتصبب من جسده وراح يعدد حسنات الزعيم حتى مل الزعيم نفسه ثم اختتم النقيب مداخلته الفاجرة قائلا:«ما تتحول نادي ولا جمعية يعني هيحصل ايه يعني».. فتلفت الكهل حافظ محمود ذوال 72 عاما لعل احداً من شباب أو حتى شيوخ الصحفيين يتحدث إلا ان كلهم – كالمعتاد – هز رأسه موافقا علي أي شي وكل شي وهكذا ادرك الرجل ان عليه ان ينهض حتى يدافع عن الكيان الذي بناه بنفسه فطلب الاذن بالكلام فبمجرد ان وقف حافظ محمود تعلقت الانظار به لمعرفتهم بتاريخه الطويل وهدات نفس السادات لرؤية أستاذه الأول في عالم الصحافة وبدء حافظ محمود كلامه قائلا:«لدينا وثيقه موقعه من سيادتك تقر فيها بدور الصحافة في ثورة 23 يوليو ثم تأتي الآن أمام كاميرات العالم وتقول ان الصحافة ضد الوطن فكيف تناقض نفسك يا سياده الرئيس ؟.. الصحفيين الذين كتبوا ضد مصر لا يساون أكثر من 2% أو 3 % من أعضاء النقابة فلماذا أنت غاضب يا ريس ؟» فقال الرئيس: «مش عارف اللي كتبوا يا استإذ حافظ ؟؟» فرد الصحفي: «انا لما سبت النقابة تركت لهم ميثاق الشرف الصحفي» ثم راح حافظ محمود يسرد تفاصيل من هذا القانون حتى صاح السادات:«اهو انا عايز نصف دا ربع دا» وهنا حسم حافظ محمود الامر قائلا:«نعمل مجلس يحل مشاكل الصحفيين» (ومن هنا تأسس المجلس الاعلي للصحافة) فابتسم أنور السادات قائلا: «شايفين شيخ الصحفيين حلها ازاي» ودوي التصفيق الحاد وانتهي الاجتماع فلحق حافظ محمود وإحسان عبد القدوس بالزعيم محمد أنور السادات وكان احسان ظريفا حين سأل الزعيم محمد أنور السادات عن حكايه شيخ الصحفيين دي فقال الزعيم محمد أنور السادات: «أنت مش فلاح زي أنا وحافظ يا احسان.. في كل شغلانه عندنا ليها شيخ هو كبيرهم» فقال حافظ محمود ضاحكا: «بس انا كدا أول عجوز بقرار جمهوري». وهكذا تاسس المجلس الأعلى للصحافة وظل حافظ محمود عضوا بالمجلس ورئيسا للجنه شئون الصحفيين يحل مشاكلهم حتى وفاته.

## نقيب النقباء
كان وجود شخص بتاريخ حافظ محمود على قيد الحياة (توفي عن 90 عاما) هو حماية لكل شيوخ الصحافة.. ففي عام 1985 ناقش مجلس النقابة إلغاء المعاش لكل من يبلغ سن ال 70 توفيرا للنفقات وحينما سمح ناصف سليم بالامر ذهب اليهم وقال جملة واحده: «حافظ محمود عمره 78 مش هتدوا مؤسس النقابة معاش كمان» وانتقل المجلس لمناقشة البند التالي في جدول أعماله بلا تعليق. ونظرا لانه الوحيد الذي انتخب اربع مرات متتالية ولدفاعه عن حقوق الصحفيين حتى النقباء منهم سمي نقيب النقباء إلى جانب صاحب البطاقة الصحفية رقم واحد وشيخ الصحفيين.

## حافظ محمود ومحمد حسني مبارك
كما هو معروف للجيل الحالي عادت الحكومة مجددا محأولة لاغتيال حرية الصحافة إلا أنه يقال أن الرئيس محمد حسني مبارك [بحاجة لمصدر] تدخل والغي قانون 1996 مطالبا الصحفيين بوضع قانون جديد وفوجئ شيخ الصحفيين حافظ محمود بتلقيه اتصالا هاتفيا رقيقاً من رئيس الجمهورية يطلب منه بمودة ان يكون من ضمن الصحفيين المشاركين في وضع القانون ورغم أن شيخ الصحفين حافظ محمود بالفعل كان من ضمنهم بسبب تاريخه وعمله في المجلس الأعلى للصحافه إلا ان هذا الاتصال الهاتفي كان يوضح ثقه ورغبه محمد حسني مبارك في تواجد شيخ الصحفيين حافظ محمود في هذا الامر الجلل.. وبالفعل لعب شيخ الصحفيين حافظ محمود دوراً كبيراً بشهادة كل الصحفيين المنتمين إلى الجيل الحالي، بل انه اقترح قانون العيب في الذات الصحفيه وهو قانون يسمح للنقابه بان تتدخل بقوه ضد المسيئون لشرف الصحافة من الصحفيين انفسهم إلا ان الطابور الخامس وقف بالمرصاد ضد القانون ماهي إلا بضعه سنوات وظهرت الصحافة الصفراء بلا رادع ثم صفحات الردح السياسي والفني والديني بلا رقيب.

## وفاة حافظ محمود
رغم وفاته في سن التسعين إلا ان حافظ محمود ظل حتى اليوم الأخير لوفاته متمتعاً بكامل قواه وصحته العقلية والنفسية والبدنية وكان حاضر الذهن والذاكرة بطريقة أدهشت الجميع فظل يكتب تاريخ مصر بمقال أسبوعي في جريدة الجمهورية منذ عام 1967 تحت اسم ذكريات حافظ محمود، كما يكتب مقالاً اسبوعيا آخر بنفس الجريدة يوم الاثنين منذ عام 1960 إلى جانب مقالا بجريدة المساء يوم السبت، وكان يقطن بحي جاردن سيتي فيصمم بنفسه على الذهاب سيراً على الأقدام من منزله إلى دار التحرير في شارع رمسيس على سبيل الرياضة، فلم يتكبر يوما ولم تعميه الشهرة ولم يغريه تاريخه وظل متواضعاً حتى مع ابسط الناس فلا يري احدا أو وينهض ليصافحه ولا يتحدث مع أحد إلا بصوته الدافئ الهادي ذو الرنة الموسيقية وضحكة الباشوات التي لا تفارقه، وحينما توفي في 26 ديسمبر 1996 كان مطلبه ان تخرج جنازته من بيته.. من نقابه الصحفيين.. وبالفعل خرجت الجنازة صباح الجمعة 27 ديسمبر 1996 وكم كانت المفارقة ان جدران النقابة الشابة التي بناها بنفسه والتي اختلطت رمالها بعرقه كانت متصدعة بسبب البدء في ازاله المبني القديم وبناء آخر حديث فكانت الجدران الشابة الضاحكة التي راته يوما ما في اوج مجده هي ذاتها الجدران الباكية المحطمة التي تشهد جنازته، سار شيوخ الصحفيين والشباب ما يبكون شيخهم.. كانت جنازتهم مؤتمرا ائتلافيا حضره كان الصحفيين والتيارات، خبر وفاته كان الأول والأخير الذي نشر على صدر الصفحة الأولى في الصحافة الحكومية والمعارضة والمستقله على حد سواء بنفس الاحتفاء والعرفان بالجميل.
سار نعش الشيخ محمولا على اعناق شباب الصحفيين من مبني النقابة حتى مسجد عمر مكرم في ميدان التحرير فاذا بجموع المواطنين ينضمون في هدوء وسكون إلى جنازة القلم، جنازة المجاهد والسياسي والاديب معاً.

## مؤلفات حافظ محمود
ترك الراحل حافظ محمود تركة كبيرة من الكتب التي أثرت المكتبة العربية في مختلف القضايا الفكرية والوطنية، نذكر منها العناوين التالية:
1. طلعت حرب (1936)
2. فلسفة الثورة (1953)
3. الاعلام العربي والاعلام الصهيوني (1960)
4. المجتمع الاتشاركي الديموقراطي الوطني (1961)
5. المعارك الصحفية (1969)
6. مذكرات منسية (1972)
7. اسرار الماضي (1973)
8. عمالقة الصحافة (1974)
9. بنات سنة 2000 (1975)
10. حكايات سامي وسامية (1975)
11. اسرار صحفية (1976)
12. القاهرة بين جيلين (1980)
13. حكايات صحفية (1984)
14. حكايات الاصدقاء (1993)

## الاوسمة والنياشين
1. جوقة الشرف من اليونان لدفاعه عن قضية تحرير قبرص (1956).
2. درع عيد الثورة الثالث من مصر (1955)
3. درع معركة بورسعيد من مصر (1959)
4. درع القوات المسلحة المصرية من مصر (1961)
5. وسام مأرب من جمهورية اليمن (1966)
6. درع نقابة الصحفيين المصريين (1967)
7. درع نقابة الصحفيين المصريين (1997)
8. درع نقابة الصحفيين المصريين (2004)
9. درع عيد العلم من مصر (1966)
10. درع اتحاد الصحفيين العالمي (1971)
11. جائزة الجدارة من مصر (1979)
12. وسام الجمهورية من الطبقة الأولي من الرئيس المصري محمد أنور السادات (1981)
13. وسام الاستحقاق من الطبقة الأولي من الرئيس المصري محمد حسني مبارك (1988)
14. درع تكريم لمجمل حياة حافظ محمود في مجال الصحافة من المركز الكاثوليكي في مصر (1992)